# Фјер (река)
Фјер (фр. Fier) је река у Француској. Дуга је 66 km. Улива се у Рону. 